# Finlands kommunistiska parti
Denna artikel behandlar det parti som fanns 1918-1990. För det nutida partiet med samma namn, se Finlands kommunistiska parti (1997).
Finlands kommunistiska parti, FKP (fi. Suomen Kommunistinen Puolue [SKP]) grundades 1918 i Moskva av finländska rödgardister, som efter förlusten i finska inbördeskriget 1918 hade flytt till Sovjetryssland. Kommunisternas verksamhet i Finland bedrevs underjordiskt och illegalt fram till år 1944, när dess verksamhet legaliserades. FKP kom under efterkrigstiden att delta i dagspolitiken med paraplyorganisationen Demokratiska förbundet för Finlands folk (DFFF). FKP:s verksamhet lades ner i samband med att Vänsterförbundet grundades 1990 och DFFF upphörde. Det politiska parti som idag verkar under namnet Finlands kommunistiska parti utgör däremot en efterföljare till den så kallade minoritetsfraktionen inom det gamla partiet, taistoiterna.

## Historia

### Den underjordiska perioden 1918–1944
Finlands kommunistiska parti bildades 1918 i Moskva av finländska exilrevolutionärer, som flytt Finland efter inbördeskriget. Revolutionsregeringen (folkkommissariatet) upplöste sig själv i Petrograd i slutet av april detta år. Några månader senare bildade ledarna för den misslyckade revolutionen i Finland med Otto Ville Kuusinen, Kullervo Manner och Yrjö Sirola i spetsen ett nytt revolutionärt parti i Moskva. Inom detta fanns alltsedan starten företrädare för en hårdare och en mjukare linje. I partiets historia utgjorde frågan om samarbete med socialdemokraterna påfallande ofta ett av de hetaste tvisteämnena i de interna konflikterna.
Den strategi som slogs fast på FKP:s konstituerande möte som inleddes den 29 augusti 1918 förkastade i strid med arbetarrörelsens tidigare linje all verksamhet inom existerande legala institutioner, såsom riksdagen, fackföreningar och den kooperativa rörelsen. I stället skulle man med all energi arbeta för en väpnad revolution och upprättandet av proletariatets diktatur.
Detta ultraradikala program, som FKP höll fast vid fram till partikongressen 1921, var uppenbarligen inspirerat av de revolutionära tendenser som existerade på andra håll i Europa under dessa år: det såg ut som om revolutionen var på väg att spridas över hela kontinenten. Bland arbetarna i Finland uppfattades detta som ytterst verklighetsfrämmande och vann följaktligen föga bifall.
Otto Ville Kuusinen insåg under ett hemligt besök i Finland 1919–1920 att en revolution inte var nära förestående där, och gick av den anledningen in för legal verksamhet vid sidan av den underjordiska. Kuusinen och hans meningsfränder råkade redan på hösten 1919 i konflikt med FKP:s centralkommitté, där särskilt Kullervo Manner samt bröderna Eino och Jukka Rahja motsatte sig en revidering av partiets linje.
Hur stora meningsskiljaktigheterna var illustreras av att partiledningen hösten 1920 sände ut två agenter för att likvidera Kuusinen, som då befann sig i Stockholm. Något tidigare hade åtta framträdande medlemmar av partiet, bland dem Jukka Rahja, blivit nedskjutna av finländska elever i militärskolan för röda officerare i Petrograd på "Kuusinens klubb", en samlingslokal för röda emigranter i Nevastaden. Kuusinen beskylldes av partiledningen för att ha stått bakom detta vansinnesdåd, som i själva verket utlösts av förbittring över vissa centralkommittémedlemmars överdådiga levnadssätt i en miljö som annars präglades av yttersta misär.
Eftersom utvecklingen visade att Kuusinens uppskattning av situationen varit riktig, återställdes FKP:s enhet åtminstone formellt vid partikongressen 1921. Partiet skulle nu satsa på både legal och den underjordisk verksamhet, i syfte att vinna understöd hos majoriteten av Finlands arbetarklass och leda den till seger i den revolutionära klasskampen. Den illegala verksamheten skulle dock enligt Kominterns direktiv ha företräde framom den legala, parlamentariska, vilket framkallade svåra praktiska problem.
Flygeln kring Eino Rahja gick hösten 1921 in för att ta till vapen mot den "vita" finländska frivilligkår som trängt in i Vitahavskarelen och anstifta uppror i norra Finland och på hela Nordkalotten. Den så kallade fläskrevolten 1922 blev dock det enda konkreta resultatet av denna aktion, som till en början fick finansiellt understöd av det rådsryska kommunistpartiet. För sin ekonomi var FKP under hela sin existens beroende av Sovjetunionen, som även slog fast de ideologiska riktlinjerna. 
Efter Vladimir Lenins död i mitten av 1920-talet utgick Kuusinen, som 1921–1939 innehade en inflytelserik sekreterarpost i Komintern och därmed hela den världskommunistiska rörelsen, som segrare i kampen mot Rahja. Denne hade anslutit sig till bolsjevikerna i Ryssland redan före 1918 och bland annat haft Kominternordföranden Grigorij Zinovjev som uppbackare. Även Kullervo Manner, partiets ordförande alltsedan grundandet, förlorade sin maktkamp mot Kuusinen och uteslöts ur partiet 1935 samt föll i likhet med otaliga andra finländska kommunister offer för Stalins terror. Ett liknande öde hade uppenbarligen drabbat Yrjö Sirola, om han inte avlidit 1936.
Kuusinen var därmed FKP:s obestridlige ledare och förblev det till utgången av partiets underjordiska tid 1944, egentligen ända fram till sin död tjugo år senare, trots att han aldrig beträdde finländsk mark efter andra världskriget – Finlands regering vägrade honom inresevisum till partiets 40-årsjubileum 1958.
Under sin illegala vistelse i Finland hade Kuusinen 1920 låtit grunda det vänstersocialistiska Finlands socialistiska arbetarparti, som var avsett att ersätta det av emigranterna i Petrograd styrda kommunistpartiet. Socialistiska arbetarpartiets principprogram var författat av Kuusinen själv. Vid riksdagsvalet 1922 fick det 27 mandat och bytte 1923 namn till Finlands arbetarparti men upplöstes samma år genom beslut av regeringen. En ersättning fick man i det löst organiserade Socialistiska arbetar- och småbrukarförbundet som under återstoden av 1920-talet åtnjöt ett växande väljarunderstöd och var företrätt med en egen grupp i riksdagen. Dessa partier, som hyllade den odelade arbetarrörelsens traditioner, stod trots allt inte fullständigt under FKP:s och Moskvas kontroll.
Efter upplösningen av Finlands arbetarparti var Finska landsorganisationen det viktigaste instrumentet för FKP:s försök att nå ut till massorna. Kommunisterna hade under hela 1920-talet ett betydande inflytande inom fackföreningsrörelsen, där det emellertid småningom växte fram en allt starkare opposition av "högeropportunister", som motsatte sig de direktiv som utgick från partiets centralkommitté och sökte samarbete med socialdemokraterna. Inom de socialdemokratiska kvinno- och ungdomsförbunden hade FKP en stark ställning.
FKP drabbades av ett allvarligt bakslag i sin underjordiska verksamhet i april 1928, då Detektiva centralpolisen arresterade ett 60-tal av rörelsens medlemmar på olika håll i landet. Vid samma tid utvecklades motsättningen mellan centralkommittén och de så kallade högeropportunisterna till en öppen konflikt, som slutade med att en grupp fackföreningspolitiker 1929 frigjorde sig från partiets inflytande och bildade en egen konkurrerande gruppering. Detta berodde till stor del på att partiledningen envist höll fast vid Kominterns påbud om att allt samröre med socialdemokraterna i positiv anda till varje pris skulle undvikas.
Den strategiska helomvändning i folkfrontens tecken som skedde i mitten av 1930-talet förmådde inte längre nämnvärt hjälpa upp situationen, eftersom partiets medlemmar berövats alla möjligheter till legal verksamhet genom de så kallade kommunistlagarna av 1930 som stiftats efter energiska påtryckningar av den högerextrema Lapporörelsen. FKP:s ledning hade emellertid redan därförinnan drivit partiet till splittring genom sin osmidiga hållning i fråga om samverkan inom arbetarrörelsen. Efter vinterkriget hade det möjlighet att arbeta en kort tid genom Sällskapet för fred och vänskap mellan Finland och Sovjetunionen, som dock av den finländska regeringen betraktades som en femte kolonn och följaktligen förbjöds.

### Folkfrontspolitik
Vapenstilleståndsavtalet mellan Finland och Sovjetunionen hösten 1944 gav FKP möjlighet att för första gången arbeta öppet. Det tiodubblade sitt medlemsantal under det första verksamhetsåret efter kriget och hade 20 000 medlemmar redan i slutet av 1945. Partiet blev genast en faktor att räkna med i landets politiska liv och var representerat i regeringen 1944–1948. Det led dock brist på kadrer, ledare för den revolutionära massan saknades i stor utsträckning, bland annat eftersom tiotusentals finländska kommunister som flytt till Ryssland mist livet under Josef Stalins utrensningar.
Också under efterkrigstiden uppträdde två rivaliserande falanger: en som arbetade för en regelrätt statskupp och en som i högre grad ville iaktta lagliga former vid övergången till socialismen. Den så kallade barrikadlinjens män var i många fall kämpar som hade varit med om inbördeskriget 1918 och som senare fått sin revolutionära skolning i Moskva, medan deras konkurrenter för det mesta var folk som hade kommit med i leken först under tiden mellan de båda världskrigen.
Barrikadlinjen, som opponerade sig mot "ministerkommunismen", erhöll åren 1944–1947 en välkommen förstärkning i form av ett antal emigrantkommunister, bland dem den framstående revolutionsteoretikern Tuure Lehén och två av hans tidigare ministerkolleger från Terijokiregeringen. De som ville återvända till Finland var tvungna att ansöka om tillstånd av Stalin själv, som av någon anledning inte var positivt inställd till denna form av utvandring. Något maktövertagande enligt mönstret från Östeuropa blev det inte i Finland, trots rykten om motsatsen framför allt våren 1948.
Yrjö Leino, uppmärksammad inrikesminister 1945–1948, var den namnkunnigaste representanten för den riktning som ville driva en politik som stämde överens med finländska förhållanden och traditioner. Leino hörde dock inte till partiets innersta cirklar. Till hans främsta antagonister hörde partiordföranden Aimo Aaltonen och generalsekreteraren Ville Pessi, två strängt sovjettrogna ledare som hade tagit över partiet direkt efter sin frigivning ur fängelset hösten 1944 – de hade suttit bakom lås och bom i hemlandet i nästan tio år. Yrjö Leino måste lämna regeringen våren 1948 efter ett misstroendevotum i riksdagen. Han hade vid det laget övergetts även av sin hustru, Otto Ville Kuusinens dotter Hertta Kuusinen, som i decennier var den finländska kommunismens mest synliga och representativa gestalt utåt.
Nikita Chrusjtjov gjorde på det sovjetiska moderpartiets 20:e kongress 1956 upp med det förflutna och pekade på de brott som hade blivit begångna under Stalins tid. I Finland uppfattades omvärderingen åtminstone av den del gamla partikämpar som alltför abrupt, vilket var fröet till den konflikt som uppstod under de följande decennierna. Följande år antog FKP som första kommunistparti i den så kallade västvärlden ett partiprogram som fastslog att övergången till socialismen skulle ske med fredliga medel på parlamentarisk väg, utan väpnad revolt. Tesen om proletariatets diktatur avlägsnades ur partiprogrammet 1969.
Riksdagsvalet 1958 blev en seger för FKP, som genom sin dominans över den kort efter kriget bildade samarbetsorganisationen Demokratiska förbundet för Finlands folk (DFFF) kunde göra anspråk på att disponera 50 mandat. FKP önskade i denna situation en återgång till de första efterkrigsårens samarbete mellan de tre stora (socialdemokraterna, agrarerna och DFFF), men lyckades inte bryta sin isolering.
Efter Otto Ville Kuusinens död och Chrusjtjovs påtvungna avgång 1964 inleddes särskilt bland de yngre kommunisterna en bred ideologisk debatt, vilket inte föll den stalinistiskt sinnade partiledningen i smaken. Den önskade hålla fast vid sin strikta politik, och förhöll sig avogt till exempel till samverkan med socialdemokraterna. Ledningens inställning väckte opposition framför allt bland FKP:s fackföreningsfolk, som fruktade att de därigenom skulle tilldelas en undanskymd roll i den nya fackliga centralorganisation som höll på att bildas.
Följden blev, att partiets mångårige ordförande Aimo Aaltonen, som hade varit Kuusinens förtrogne, avpolletterades på partikongressen 1966, och i stället trädde fackföreningsmannen Aarne Saarinen. Den ideologiska striden inom partiet fick nytt bränsle sedan DFFF samma år inträtt i den så kallade folkfrontsregeringen. Det nya reformistiska (revisionistiska, sade motståndarna) partistyret komprometterades svårt i de "gammaltroendes" ögon av sina uttalanden under Pragvåren 1968, då FKP och rörelsens huvudorgan Kansan Uutiset tog ståndpunkt för Tjeckoslovakiens nationella självbestämmanderätt. Partiets "stalinistiska" opposition, det vill säga de som motsatte sig de nya vindar som hade blåst sedan 1956, kom då med egna resolutioner i saken, och dessa citerades sedan med förkärlek i Moskva. De oppositionella partidistrikten grundade 1968 en egen dagstidning, Tiedonantaja.
Vid partikongressen 1969, då sprickan i FKP blev definitiv, var det Ville Pessis tur att få respass; denne hade suttit som generalsekreterare sedan 1944 och ersattes nu med Arvo Aalto. Oppositionen mot den nya partiledning som hade tagit över 1966 tågade ut i protest. Den extraordinarie partikongressen 1970 cementerade uppdelningen av partiet i en "revisionistisk" majoritet och en "stalinistisk" minoritet, även kallade taistoiter efter sin ledare Taisto Sinisalo. Genom överenskommelsen av 1970 blev minoritetsflygeln i praktiken ett parti inom partiet; den behärskade åtta av FKP:s sammanlagt 19 distrikt.
Denna konflikt pågick i ytterligare två decennier och kunde aldrig biläggas, trots det sovjetiska moderpartiets bemödanden att bevara enheten till varje pris. Moskvas ingripanden uppfattades dock i allmänhet som stöd för minoriteten. I början av 1980-talet hade det framför allt inom partiets nordliga distrikt vuxit fram en opinion som krävde hårdare tag mot minoriteten än de majoritetens ledare Aarne Saarinen dittills hade kunnat förmå sig till. Saarinens kompromissvilja berodde av allt att döma på att han var tvungen att kämpa med motparten på sin egen mark, landets industrialiserade sydliga delar, där minoriteten hade en stark ställning.
Den gamla, av sociologerna observerade skiljelinjen mellan ödemarkskommunismen och industrikommunismen framträdde följaktligen fortfarande tydligt. Å andra sidan hade det vid denna tid uppkommit en så kallade tredje linje, som önskade spela rollen av brobyggare mellan de båda fraktionerna. En företrädare för denna, Jouko Kajanoja, valdes 1982 till partiordförande, men han fick 1984 stryka på foten för majoritetens banérförare Arvo Aalto, som rensade ut sina motståndare med hård hand, inemot 500 partiavdelningar med 10 000 medlemmar uteslöts. Dessa bildade i sin tur 1986 valorganisationen Demokratiskt Alternativ, som var avsedd att bli en uppsamlingsorganisation av samma slag som DFFF och som även inskrevs i partiregistret. I riksdagsvalet 1987 erövrade organisationen fyra mandat (röstandel 4,3%), mot DFFF:s 16 (9,4%). Finland hade därmed de facto två kommunistiska partier. Den interna samhällsutvecklingen och östblockets sönderfall hade ryckt undan grundvalarna för den kommunistiska rörelsen i Finland.
Majoritetskommunisternas FKP lade ned sin politiska verksamhet i samband med att det nya Vänsterförbundet grundades 1990. Till detta anslöt sig även Demokratiskt Alternativ. Det ursprungliga FKP gick i ekonomisk konkurs 1992 och avlägsnades ur partiregistret 1995. Folk ur den tidigare minoritetsflygeln, som 1986 grundat parallellorganisationen FKP-e, ombildade 1996 en idrottsförening till ett nytt parti med det gamla namnet, Finlands kommunistiska parti. Detta inskrevs i partiregistret 1997 men ströks 2003 efter att ha misslyckats med att erövra mandat i två på varandra följande riksdagsval (röstandel 0,8% 2003). Samma öde rönte det konkurrerande Kommunistiska arbetarpartiet, som bildats 1988 av en ortodoxt marxistisk oppositionsfalang inom minoritetslägret.
Finlands kommunistiska parti och Kommunistiska arbetarpartiet har återinträtt i partiregistret under slutet av 2000-talets första årtionde och ställde upp kandidater i riksdagsvalet 2011.

## Organisation
FKP:s högsta beslutande organ var den från och med år 1945 partikongressen, som sammanträdde vart tredje år. Kongressen valde en centralkommitté, som i sin tur valde en politisk kommitté (politbyrå) bestående av partiets mest centrala krafter. Centralkommittén företog även val till övriga centrala instanser inom partiet. Beslutsfattandet inom partiet grundades på den demokratiska centralismens principer.
Medlemsantalet inom FKP var lågt under den underjordiska perioden, som bäst några tusental. Efter partiets legalisering 1944 ökade dock antalet medlemmar stadigt och FKP utvecklades med tiden till ett för västeuropeiska förhållanden stort kommunistiskt massparti.
| År   | Medlemmar |
| ---- | --------- |
| 1964 | 47 396    |
| 1965 | 47 191    |
| 1966 | 46 749    |
| 1967 | 45 992    |
| 1968 | 46 708    |
| 1969 | 46 551    |
| 1970 | 47 094    |
| 1971 | 48 423    |
| 1972 | 47 936    |
| 1973 | 37 525    |
| 1974 | 42 456    |
| 1975 | 44 117    |
| 1976 | 45 987    |
| 1977 | 48 190    |
| 1978 | 48 642    |
| 1979 | 49 248    |
| 1980 | 51 139    |
| 1981 | 49 826    |
| 1983 | 33 400    |

## Partiledare
- Yrjö Sirola 1918-1920
- Kullervo Manner 1920-1935
- Aimo Aaltonen 1944-1945 och 1948-1966
- Aaro Uusitalo 1945-1948
- Aarne Saarinen 1966-1982
- Jouko Kajanoja 1982-1984
- Arvo Aalto 1984-1988
- Jarmo Wahlström 1988-1990
- Heljä Tammisola 1990

## Partikongresser
| Partikongress                      | Datum          | Plats       |
| ---------------------------------- | -------------- | ----------- |
| FKP:s grundande möte               | 29.8-5.9.1918  | Moskva      |
| FKP:s 2 partikongress              | 30.8-11.9.1919 | Petrograd   |
| FKP:s 3 partikongress              | 13.8.1920      |             |
| FKP:s 4 partikongress              | 25.7-10.8.1921 | Petrograd   |
| FKP:s 5 partikongress              | 30.7-16.8.1925 |             |
| FKP:s 6 partikongress              | 11-20.9.1935   |             |
| FKP:s 7 partikongress              | ?.10.1945      |             |
| FKP:s 8 partikongress              | ?.8.1948       |             |
| FKP:s 9 partikongress              | 1-5.11.1951    |             |
| FKP:s 10 partikongress             | 1-5.10.1954    |             |
| FKP:s 11 partikongress             | 29.5-2.6.1957  |             |
| FKP:s 12 partikongress             | 15-18.4.1960   |             |
| FKP:s 13 partikongress             | 12-15.4.1963   |             |
| FKP:s 14 partikongress             | 29.1-1.2.1966  | Helsingfors |
| FKP:s 15 partikongress             | 3-6.4.1969     | Helsingfors |
| FKP:s extraordinarie partikongress | 14.2.1970      | Helsingfors |
| FKP:s 16 partikongress             | 31.3-2.4.1972  | Helsingfors |
| FKP:s 17 partikongress             | 16-18.5.1975   | Helsingfors |
| FKP:s 18 partikongress             | 1-3.6.1978     | Helsingfors |
| FKP:s 19 partikongress             | 22-24.5.1981   | Helsingfors |
| FKP:s extraordinarie partikongress | 1982           |             |
| FKP:s 20 partikongress             | 25.5-27.5.1984 | Helsingfors |
| FKP:s extraordinarie partikongress | 1985           |             |
| FKP:s extraordinarie partikongress | 1986           |             |
| FKP:s 21 partikongress             | 12-14.6.1987   |             |